# One Pound Gospel
One Pound Gospel es un manga creado por la conocida autora Rumiko Takahashi, creadora, entre otros, de Inuyasha, Ranma ½ o Maison Ikkoku.
Esta obra narra la historia de un boxeador que se enamora de una religiosa a la que visita con la excusa de irse a confesar.

## Personajes
- Kosaku Hatanaka, Es el protagonista de la historia, un boxeador de 19 años. Está enamorado de la Hermana Ángela.
- Hermana Ángela, Es el personaje femenino principal de la historia, una novicia del convento Santa María. Siempre apoya a Kosaku y le ayuda a la hora de realizar sus regímenes para conservar el peso pluma.
- Entrenador Mukoda
- Ishida
- Shunpei
- Kana

- Datos: Q699823